# Montreal Cognitive Assessment

Le Montreal Cognitive Assessment ou Évaluation cognitive de Montréal abrégé en MoCA a été créé en 1996 par Ziad Nasreddine à Montréal. Il a été validé dans le cadre de troubles cognitifs légers et a par la suite été adopté dans de nombreux autres cadres cliniques.

## Format
Le MoCA est un test d'une page, sur 30 points, d'une durée de 10 minutes environ. Le test et les instructions pour le soignant sont disponibles en ligne. Le test est disponible en 55 langues ou dialectes. Il existe d'autres versions pour les études longitudinales. Il existe également une version simplifiée pour tester les analphabètes ou les sujets à faible niveau d'éducation.
Le MoCA évalue plusieurs domaines cognitifs. La mémoire à court terme est testée par l'apprentissage de cinq noms en deux essais puis rappel à 5 minutes (5 points). Les capacités visuoconstructives sont évaluées à l'aide d'un test de l'horloge (3 points) et d'un cube tridimensionnel (1 point). Plusieurs fonctions exécutives sont évaluées : l'alternance conceptuelle (1 point), la fluence verbale (1 point) et l'abstraction (2 points). L'attention, la concentration et la mémoire de travail sont évaluées à l'aide d'un test de détection (1 point), une série de soustractions (3 points) et deux séries de chiffres (1 point chacun). Le langage est évalué à l'aide d'un test de dénomination de trois animaux (un lion, un rhinocéros et un dromadaire ; 3 points), la répétition de deux phrases complexes d'un point de vue syntaxique (2 points), et le test de fluence suscité. Enfin, l'orientation spatiotemporelle est évalué (6 points).
Le MoCA a été conçu en anglais, des traductions prenant en compte la linguistique et la culture ont été faites afin de s'adapter à d'autres pays. Plusieurs variables culturelles et linguistiques sont susceptibles d'influer sur les normes du MoCA selon le pays ou la langue. Plusieurs adaptations du score ont été proposées pour compenser le niveau d'éducation du sujet. Il faut par exemple ajouter un point pour les patients ayant reçu 12 années ou moins d'éducation formelle (à partir de la première année du primaire, la maternelle ne comptant pas). Cependant, toutes les versions n'ont pas été validées.

## Efficacité

### Étude du MoCA
Une étude de validation du MoCA par Nasreddine en 2005 a montré que le MoCA est un outil prometteur pour la détection d'une déficience cognitive légère ou d'une maladie d'Alzheimer débutante par rapport au Mini-Mental State Examination (MMSE). Cependant, il a été établi que le MMSE n'est pas très adapté pour la déficience cognitive légère, ce qui soulève la question de savoir si c'est la bonne "norme" pour comparer les performances du MoCA.[réf. nécessaire]
Selon l'étude, la sensibilité et la spécificité du MoCA pour la détection d'une déficience cognitive légère ont été respectivement de 90 % et 87 %, comparativement à 18% et 100% pour le MMSE. Des études ultérieures ont été moins favorable, bien que le MoCA soit généralement supérieur au MMSE.[réf. nécessaire]
D'autres études ont testé le MoCA sur les patients atteints de la maladie d'Alzheimer,,.

### Recommandations
Les Instituts Nationaux de la Santé et le Réseau Canadien de l'AVC recommandent l'utilisation de certaines parties du MoCA pour la détection des troubles cognitifs vasculaires.

## Autres applications
Le MoCA évalue plusieurs domaines cognitifs. Il peut être un bon outil de dépistage cognitif pour plusieurs maladies neurologiques qui affectent les populations plus jeunes, telles que la maladie de Parkinson,,, les troubles cognitifs vasculaires,, la maladie de Huntington, les troubles du sommeil, les tumeurs du cerveau (y compris les gliomes et les métastases), la sclérose en plaques et d'autres pathologies telles que les lésions cérébrales traumatiques, la dépression, la schizophrénie et l'insuffisance cardiaque.